# 司前乡
司前乡，是中华人民共和国福建省南平市光泽县下辖的一个乡镇级行政单位。

## 行政区划
司前乡下辖以下地区：
司前村、碗厂村、云际村、庭燎村、黄坊村、台山村、墩上村、东山村、新甸村、举安村、长庭村、岱坪村、西口村、清溪村和干坑林场。